# زنان در ایران قاجاری
زنان در ایران قاجاری وضعیت زنان در ایران قاجاری میان سال های ۱۷۸۵ تا ۱۹۲۵ را شامل می‌شود.

## سیر تاریخی
در دوران قاجار (۱۱۶۴-۱۳۰۴) زنان در جایگاه پایین‌تری نسبت به مردان قرار داشتند. تحقیقی مربوط به سال ۱۸۵۲–۱۸۵۳ از تهران نشان می‌دهد که حداکثر فقط یک درصد زنان صاحب ملک بودند و درصد کمتری حتی مغازه داشتند. امکان تحصیل برای زنان بسیار محدود بوده‌است. (اطلاعات زیادی دردست نیست، اما یک منبع میزان باسوادی زنان را تا سال ۱۳۰۴، ۳٪ می‌آورد) در باور عمومی، باسوادی زنان را مخالف اسلام و برای جامعه خطرناک می‌دانستند (بعضی از روحانیون نیز همواره بر این باور تأکید می‌کردند). باور دیگر این بود که زنان نمی‌توانند باسواد شوند و مغز آنان قدرت پذیرش دانش را ندارد. باسوادی زنان ننگ محسوب می‌شد و بسیاری از زنان باسواد، آن را پنهان می‌کردند؛ مثلاً بعضی از همسران ناصرالدین شاه توانایی خواندن و نوشتن داشتند ولی شاه از این امر اطلاع نداشت.
در این دوره زنان بیشتر اوقاتشان در خانه و به امور خانه‌داری و فرزندداری می‌گذشت. اما زنان خواه ازطریق تولید برای خانواده و خواه تولید برای امرار معاش نقش مهمی در معیشت خانواده ایفا می‌کردند؛ این نقش در اقتصاد کشور بی تأثیر نبود. استفاده از نیروی جسمی زنان، در تولیدات دامپروری و کشاورزی بود. یکی از عرصه‌های اشتغال رایج زنان خدمتکاری آن ها با عناوین متفاوتی چون «گیس سفید» و دایه در نزد خاندان های متمول بود، به طوری که وجود آن ها از عوامل مهم در به گردش درآوردن چرخ زندگی خانواده‌های متمول به حساب می‌آمد؛ چراکه زنان این قبیل خانواده‌ها، به خاطر حفظ ظواهر اشرافی حتی المقدور از پرورش کودکان خودداری می‌کردند و نسبت به وظایف دیگر یک زن خانه‌دار، نظیر آشپزی، خرید از بازار و نظافت منزل نیز بیگانه بودند. زنان علاوه بر مشاغل خدماتی به طبابت سنتی با تکیه بر گیاهان دارویی می‌پرداختند
زنان عهد قاجار در مبادلات تجاری و بازار نیز در سطح بسیار محدودی سهیم بودند؛ بدین صورت که یا مانند فروشندگان دوره گرد به فروختن پارچه در منازل می‌پرداختند یا این که در خیابان ها مشغول دستفروشی می‌شدند، از جمله در بازار «وکیل شیراز» و در «مسجد نو» و «شاهچراغ» این شهر زنان به کار «دستفروشی» مشغول بودند. جالب است! بدانیم که زنان در اواخر دوران قاجار و در زمان سلطنت احمدشاه (۱۳۲۷_ ۱۳۴۳ه‍.ق) وارد نظمیه می‌شدند و به عنوان پلیس مخفی در مکان هایی که به وجود آنان نیاز بود به خدمت می‌پرداختند.
فعال ترین بُعد حضور اجتماعی زنان در دوره قاجار شرکت در مراسم عزاداری ماه محرم، روضه‌خوانی و نمایش های تعزیه بود. مشاهده مراسم نمایشی تعزیه که در واقع بازسازی حوادث روز عاشورا بود، از علایق زنان بود
بعضی از زنان در دوران قاجار حتی به حکمرانی نیز رسیدند. «حُسْنِجهان» خانم ملقب به «والیه»، از دختران فتحعلی شاه، سال ها در کردستان شخصاً با کمال استقلال حکمرانی کرد.
«فخرالملوک» دختر «ناصرالدین شاه» مدت زمانی در قم دست‌اندرکار رتق و فتق امور شهر بود.
در این دوره در خانه‌ها و خیابان‌ها جدایی جنسیتی وجود داشت که تا دوره پهلوی به ویژه درمیان طبقات پایین‌تر جامعه نیز ادامه یافت. در خانه‌ها اندرونی و بیرونی مجزا بود، میهمانان زن توسط زنان و میهمان‌های مرد توسط مردان  پذیرایی می‌شدند. در بیرون از خانه، زنان چادر، روبنده و چاقچور (شلواری گشاد) می‌پوشیدند. در خیابان‌های پرجمعیت مانند لاله‌زار، شاه آباد و امیریه نیز در ساعت‌های پرجمعیت عصر ،زنان باید از یک پیاده‌رو عبور می‌کردند و مردان از پیاده‌رویی دیگر. زنانی که می‌خواستند برای کاری به سمت دیگر خیابان بروند باید از پاسبان اجازه می‌گرفتند و تحت نظر او به سرعت حرکت می‌کردند. هم چنین زنان و مردان حق نداشتند باهم در یک درشکه بنشینند، حتی اگر مادر و پسر یا خواهر و برادر بودند.
در این دوره، ازدواج کودکان و ازدواج اجباری دختران بسیار رایج بود. طلاق نیز برای مردان بسیار آسان بود و چندزنی مجاز بود.
نظام چند زنی در شهرها، معمولاً مختص به اشراف بوده‌است؛ ولی در ایلات نیز رواج داشت. در بین ایلات بلوچ حتی مردان کم‌بضاعت نیز گاه تا ۸ زن می‌گرفتند و این نیز به این دلیل بود که زن در ایلات نه تنها هزینه ای برای شوهر نداشت؛ بلکه نیروی تولیدی کارآمدتری نسبت به شوهر به حساب می‌آمد.
نازایی و خروج از جاده عفاف از عمده‌ترین دلایل طلاق زنان بوده‌است. گاه نیز بد قدم بودن زن به هنگام ورود به خانه همسرش می‌توانست؛ دلیل طلاق باشد.
زن در مورد خاصی چون عدم دریافت نفقه از مرد، انحرافات اخلاقی یا ناتوانی جنسی مرد، می‌توانست درخواست طلاق نماید.
با وجود مجاز بودن طلاق، این مسئله به ندرت رخ می‌داد. در واقع سرنوشتی که پس از طلاق در انتظار زن بود، او را از طلاق برحذر می‌داشت. وظیفه نگهداری کودکان از سوی مردان و مشکل پرداخت مهریه نیز مردان معمولی جامعه را نیز از فکر طلاق زنانشان منصرف می‌کرد.
دختران نصف میزان برادران خود از ارث سهم می‌بردند و به زنان دارای فرزند یک چهارم دارایی همسرشان ارث می‌رسید. این میزان برای زنانی که فرزند نداشتند یک‌هشتم بود. حق رای برای زنان وجود نداشت. زنان نمی‌توانستند به هیچ منصب سیاسی دست یابند.
نگرش زنان به وضعیت خود پذیرش سرنوشت و تسلیم بود. به دختران از کوچکی ساکت نشستن و تحرک کم، سؤال نکردن و اطاعت کردن از مردان حتی برادر کوچک‌تر خود آموخته می‌شد. این الگوی جامعه‌پذیری تا دوره‌های بعد نیز ادامه یافت.

## انقلاب مشروطیت
در جریان تحولات سیاسی انقلاب مشروطه فعالیت بیرونی * زنان بیشتر شد.
در جریان نهضت مشروطه یا خود حضور داشتند یا مشوق مردان در نهضت بودند. آنها در صورت عدم توانایی شرکت مستقیم، از ایثار کمکهای مالی در راه پیشبرد اهداف مشروطه دریغ نداشتند. زنان در لحظه لحظهٔ این حرکت مهم سیاسی و اجتماعی فعالانه حضور داشتند و هنگامی که مخالفت با دولت آغاز شد و مردم در مسجد شاه تهران بارها و بارها بست نشستند، زنان نیز عهده‌دار مسئولیتهای مهمی بودند. آنان ضمن همراهی با مردان درآوردن علما به مسجد برای سخنرانی، مسئولیت حفظ جان علما را هم برعهده داشتند. ضمن اشغال اطراف منبر، آماده می‌شدند، تا در صورتی که طرفداران استبداد قصد بلوا و اغتشاش داشتند به سرکوب آنها بپردازند.
انجمنهای خصوصی و سازمان‌های مخفی ایجاد کردند، در تظاهرات شرکت کردند، و برای مشروطیت به مبارزه‌های مسلحانه و اقدامات غیرخشونت‌آمیز پرداختند (نظیر انجمن مخدرات وطن).
در زمان فتح تهران توسط مجاهدین مشروطه ایستادگی و مبارزات یک زن در کنار دیگر مجاهدین نقطه عطفی در نقش زنان در این جنبش است. سردار بی بی مریم بختیاری قبل از فتح تهران مخفیانه با عده‌ای سوار وارد تهران شده و در خانه پدری حسین ثقفی منزل کرد و به مجرد حملهٔ سردار اسعد به تهران، پشت بام خانه را که مشرف به میدان بهارستان بود سنگربندی نمود و با عده‌ای سوار بختیاری، از پشت سر با قزاق‌ها مشغول جنگ شد. او حتی خود شخصاً تفنگ به دست گرفت و با قزاقان جنگید. نقش او در فتح تهران، میزان محبوبیتش را در ایل افزایش داد و طرفداران بسیاری یافت به‌طوری‌که به لقب سرداری مفتخر شد.
به هر حال قانون اساسی مشروطه (۱۲۸۵) ایران برای زنان حقی قایل نشده بود و حتی زنان را در کنار مهجوران و مجرمان از حق رای محروم کرده بود.

### زنان مشهور در قاجار
- بدرالملوک
- امینه اقدس
- گلین خانم (همسر ناصرالدین شاه)
- تاج‌الملوک (قاجار)
- انیس‌الدوله
- فروغ‌الدوله
- فخرالدوله
- جیران (فروغ السلطنه)
- عزت‌الدوله